# Abtei Sainte-Glossinde

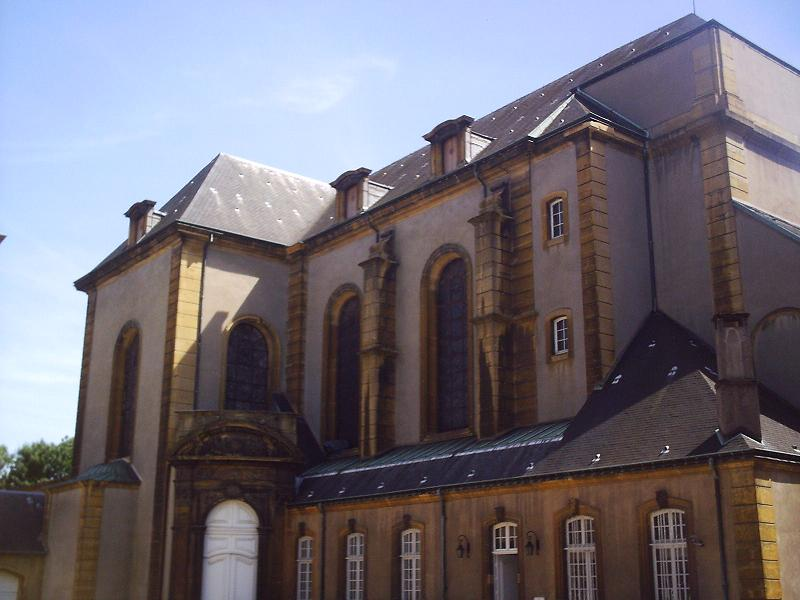
Die Abteikirche Sainte-Glossinde

Die Abtei Sainte-Glossinde ist ein ehemaliges Nonnenkloster in Metz.

## Geschichte
Die Abtei Sainte-Glossinde wurde zu Beginn des 7. Jahrhunderts von Glossinde von Metz († 610) gegründet. Glossinde, Tochter des fränkischen Adligen Wintrio, Dux der Champagne, richtete um 604 innerhalb und in der Nähe der Stadtmauern von Metz ein Asyl ein, das bald regen Zulauf fand. Sie starb sechs Jahre später, kaum 30 Jahre alt. Ihr Körper wurde in der Abtei Sankt Arnulf notdürftig konserviert, später als Reliquie erst in die Kirche Sankt Maria außerhalb der Stadt (Sainte-Marie-hors-les-murs-de-Metz) und dann in das von ihr gegründete Asyl, nun die nach ihr benannte Abtei, gebracht.
Die Abtei Sainte-Glossinde ist fast das einzige Kloster in Metz, das über die Jahrhunderte hinweg seinen ursprünglichen Standort beibehalten hat. Im 10. Jahrhundert wurde die Gemeinschaft ihrer Güter beraubt, der Niedergang setzte ein, was sich auch im religiösen Leben der Abtei widerspiegelte, bis Adalbero I. von Bar, Bischof von Metz 929–954, die Rückerstattung der Güter anordnete und seine Nichte Himiltrude an die Spitze des Klosters setzte. 951 ließ er eine Kirche bauen, von der nicht bekannt ist, ob es das gleiche Gebäude ist, das bis 1752 stehen blieb. 1473 ließ die Stadt Metz unter der Bedrohung durch den Herzog von Lothringen alle Bauten, auch die des Klosters abreißen, die bis an die Stadtmauer reichten. 1552 war es dann der Kaiser Karl V., der Metz belagern ließ, wobei das Kloster aus militärischen Gründen teilweise unter den Befestigungsanlagen begraben wurde. 1565 wurde der Glockenturm bis aufs Gewölbe abgerissen, 1611 der Eingang in der Nähe der heutigen Porte Serpenoise gebaut. Auch wurde die Kirche erneuert. Vauban entzog der Abtei 1674–1676 einen großen Teil ihres Geländes, um Mauern und Gräben zu bauen. 1717 wurden der Kapitelsaal, die Küche und das Refektorium errichtet, von denen allerdings nur noch der Kapitelsaal steht. 1752 drohte die Abteikirche einzustürzen, woraufhin eine neue Kirche gebaut und 1756 um einen neuen Glockenturm ergänzt wurde. Charles de Belle-Isle, Gouverneur der Provinz Trois-Évêchés, beteiligte sich an den Arbeiten.
Während der Revolution wurde der Glockenturm erneut zerstört. Am 31. August 1792 wurden die Nonnen vertrieben, am 7. September die Kirche ausgeräumt. Sie diente danach als Lager für die Armee des Marschalls Kellermann, die Nebengebäude wurde als Militärhospital genutzt. 1802 wurde die Kirche zurückgegeben, 1816 stellte der Architekt Derobe die Abtei wieder her. Eine weitere Restaurierung erfolgt 1909.

## Orgel
In der Kapelle der Abtei befindet sich eine Orgel, die 1864 von dem Orgelbauer Aristide Cavaillé-Coll erbaut wurde. Das Instrument hat 11 Register auf zwei Manualwerken, die jeweils in das Pedal koppelbar sind. Das Instrument hat keine eigenen Pedalregister. Die Trakturen sind mechanisch.
| I Grand Orgue C–g3 |     |
| Bourdon (B,D)      | 16′ |
| Montre             | 8′  |
| Flûte harmonique   | 8′  |
| Prestant           | 4′  |

| II Récit expressif C–g3 |    |
| Cor de nuit             | 8′ |
| Gambe                   | 8′ |
| Voix céleste            | 8′ |
| Flûte octaviante        | 4′ |

| (Fortsetzung)   |    |
| Octavin         | 2′ |
| Trompette       | 8′ |
| Basson-hautbois | 8′ |
| Trémolo         |    |

- Koppeln: II/I, I/P, II/P